# Сакен-Сейфуллінська селищна адміністрація
Саке́н-Сейфу́ллінська селищна адміністрація (каз. Сәкен Сейфулин кенттік әкімдігі, рос. Сакен-Сейфуллинская поселковая администрация) — адміністративна одиниця у складі Шетського району Карагандинської області Казахстану. Адміністративний центр та єдиний населений пункт — селище Сакен Сейфуллін.
Населення — 2891 особа (2021; 3696 у 2009, 3641 у 1999, 4942 у 1989).
Станом на 1989 рік існувала Жарицька селищна рада (смт Жарик).